# ベストポジション (芸能プロダクション)
株式会社ベストポジションは日本の芸能事務所。主に声優・タレントのマネジメントを行っている。

## 概要
メディアフォース前代表取締役だった竹薮大介が、2010年11月1日に設立した。

## 所属声優

### 男性
- 稲葉崇文
- 鎌田拓
- 唐沢秀平
- 川原元幸
- 川本健太
- 九条尊
- 小手川拓也
- 齋藤響
- 坂本興太
- 白木一輝
- 鈴木謙一
- 田口右京
- Tassee田代
- 恒岡義人
- 野勢拓也
- 中島陽翔
- 濱崎泰人
- 福本悠
- 布施利政
- 益前正道
- 松岡大介
- 宮田浩徳
- 安田隆佑
- 好川喬範
- 大橋吾郎（業務提携）

### 女性
- 有田苺馨
- 伊藤李朋
- 今泉晶彩
- 相坂有希
- 大根田ゆうき
- 影井恵美
- 亀田望美
- 川村彩音
- 神巳藍名
- 黒川一葉
- 近藤知里
- さとうちえ
- 立野めい
- 羽純
- 原田りさ
- 堀江美希
- 堀脇千穂
- 本城ゆき
- 宮崎綾子
- 深雪ゆあ
- 宮元悠里
- 望月アスカ
- 守谷侑香
- 若洲沙弥
- 春岡沙和

## 過去に所属していた主な声優
- 笠原雄介（現所属:マウスプロモーション）
- 喜多田悠（現所属:EARLY WING）
- 篠原麻李
- 須藤翔（フリー）
- 土谷麻貴（現所属：トイプリッズ業務提携）
- 松木伸仁（現所属：ドクナーズ・ジャパン）
- 峰岸由香里
- 麦人（現所属：じゃがいも村主宰）
- 森うたう
- 矢薙直樹（現所属：フリーマーチ代表、アーティストクルー）
- 吉田健司（フリー）
- をはり万造（在籍中に死去）